# Crançot
Crançot è un comune francese soppresso e frazione del dipartimento del Giura nella regione della Borgogna-Franca Contea. Dal 1º gennaio 2016 si è fuso con i comuni di Granges-sur-Baume e Mirebel per formare il nuovo comune di Hauteroche di cui è capoluogo.

## Società

### Evoluzione demografica
Abitanti censiti